# 本田航空
本田航空株式会社（ほんだこうくう）は埼玉県比企郡川島町に本社を置き、隣接する桶川市の荒川の河川敷に所有する非公共用飛行場「ホンダエアポート」を主な拠点とする本田技研工業のグループ企業。一般向けにセスナ等の軽飛行機やヘリコプターを用いての遊覧飛行やスカイダイビング、VIP輸送などの各種チャーターフライト、各種飛行訓練から自治体所属の防災ヘリコプターの運行受託業務などを行っている。1964年に本田宗一郎によって設立された。

## 事業内容

### 一般向け事業
- 遊覧飛行（コロナ禍以降中止・再開の見込みなし）
- 特別運航
- 操縦訓練
- チャーターフライト(VIP輸送、スカイダイビング等)
- 救急ヘリコプターを用いた医療搬送サービス
- 貨物輸送
- 航空写真
- 航空測量
- 広告・宣伝飛行 等

### 法人、団体及び自治体向け事業
- 機体の運航・整備・格納を行う運航受託
- 消防防災ヘリコプターの運航受託（埼玉県防災航空隊・栃木県消防防災航空隊等）
- 救急ヘリコプターを用いた医療搬送サービス（栃木県ドクターヘリ等）
- 法人、団体及び自治体に所属するパイロットの訓練受託
- 整備受託 (国土交通省:整備事業場認定機種C172・AS350・AS365N2,N3・B412・R22)

## 沿革
- 1964年（昭和39年）3月27日 - 株式会社ホンダエアポート設立（本社東京都中央区八重洲六丁目3番地、資本金8千万円）
- 1967年2月24日 - 航空機使用事業免許取得
- 1969年
  - 4月5日 - 不定期航空運送事業免許取得
  - 4月24日 - 本社を埼玉県桶川市に移転
- 1970年
  - 3月15日 - 本田航空株式会社に商号変更
  - 12月1日 - 桶川市の自社飛行場「ホンダエアポート」を供用開始
- 1974年1月1日 - 本社を埼玉県比企郡川島町に移転
- 1975年12月 - ヘリコプター運航開始
- 1991年（平成3年）4月1日 - 埼玉県防災ヘリコプター運航受託開始
- 2000年
  - 2月1日 - 航空運送事業許可取得
  - 9月13日 - 事業場認定
- 2003年4月1日 - 獨協医科大学病院に栃木事業所開設、栃木県消防防災ヘリコプター運航受託開始
- 2009年10月20日 - 航空機修理事業許可取得
- 2013年
  - 5月1日 - 大分空港に大分事業所開設
  - 10月15日 - 多発限定変更課程指定養成施設認可取得
- 2014年4月17日 - 計器飛行証明課程指定養成施設認可取得

## 施設

### 事業所
- 本社

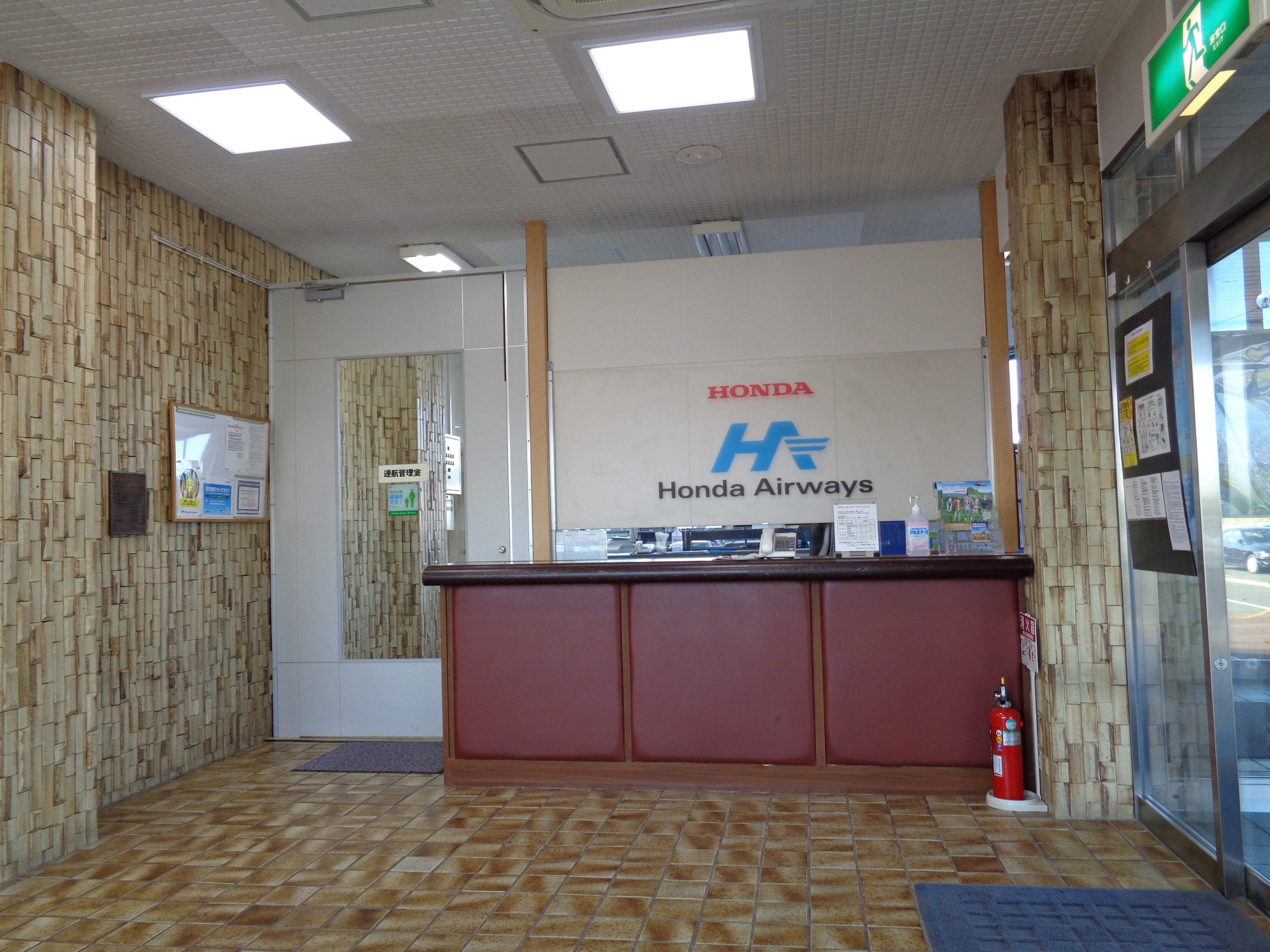
本田航空の受付カウンター

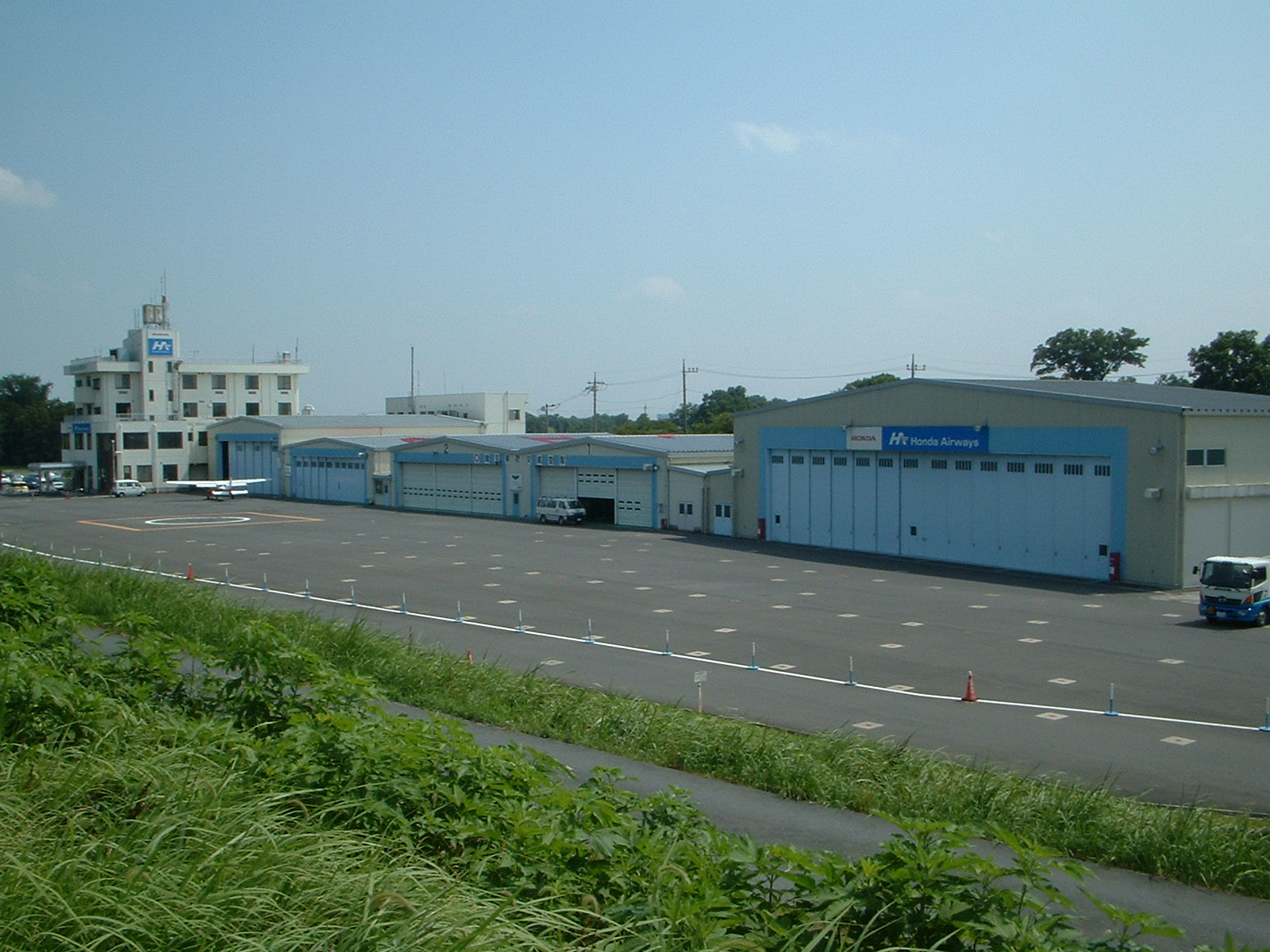
本社に隣接する格納庫

- 栃木事業所（栃木県芳賀郡芳賀町）　栃木ヘリポート内
- 獨協医科大学病院ヘリポート（栃木県下都賀郡壬生町）　獨協医科大学病院内
- 大分事業所（大分県国東市）　大分空港内

### 桶川ヘリポート
- 地上4階建て本社社屋(埼玉県防災航空センター、操縦士訓練施設、事務所)
- 機体整備ハンガー
- 格納ハンガー
- ローディングエプロン
- 誘導路
- ヘリポート×2
- 飛行船係留施設
- 駐機エプロン